# Serra de les Monclues
La Serra de les Monclues és una serra situada al municipi de la Granadella a la comarca de les Garrigues, amb una elevació màxima de 481 metres.